# Zygmunt Kuczera
Zygmunt Kuczera (ur. 10 lipca 1923, zm. 24 kwietnia 1945 pod Sdier) – oficer, uczestnik II wojny światowej w szeregach ludowego Wojska Polskiego.
Syn Stanisława Kuczery. Brak informacji na temat jego życia z okresu dzieciństwa i z okresu okupacji niemieckiej. Po dotarciu na ziemie polskie oddziałów ludowego Wojska Polskiego, 30 września 1944 roku został powołany do służby wojskowej przez RKU w Rzeszowie. Skierowany został do Oficerskiej Szkoły Piechoty nr 2. Po jej ukończeniu 31 grudnia 1944 roku z wynikiem bardzo dobrym, otrzymał stopień podporucznika. 
Służbę frontową rozpoczął w 17 pułku piechoty, jako dowódca kompanii. W dniu 23 stycznia 1945 roku uczestniczył w defiladzie zorganizowanej w wyzwolonej Warszawie. Następnie wraz z pułkiem przeszedł szlak bojowy zakończony pod Sdier. Uczestniczył w walkach nad Nysą Łużycką. Poległ w czasie walk przeciw armii niemieckiej o miasteczko Sdier. Pochowany został na cmentarzu 2 Armii Wojska Polskiego w Zgorzelcu, w grobie nr 1899.